# Metacriodion capixaba
Metacriodion capixaba är en skalbaggsart som beskrevs av Lúcia Maria de Campos Fragoso 1970. Metacriodion capixaba ingår i släktet Metacriodion och familjen långhorningar. Inga underarter finns listade i Catalogue of Life.